# Paracryphiaceae
Famille
Classification APG III (2009)
La famille des Paracryphiacées est une famille de plantes dicotylédones. Ce sont des arbres à feuilles vernissées, endémiques des forêts denses, humides, de Nouvelle-Calédonie.

## Étymologie
Le nom vient du genre type Paracryphia, composé des mots grecs παρά / para, « presque », et κρυφίως / kryfios, « en cachette ; en secret », probablement en référence à  ses discrètes inflorescences.

## Classification
Pour la classification phylogénétique APG (1998) la position de cette famille est incertaine.
La classification phylogénétique APG II (2003) inclus cette famille au base des Campanulidées.
La classification phylogénétique APG III (2009) inclus cette famille dans l'ordre Paracryphiales et y inclut les genres précédemment placés dans les familles Quintiniaceae et Sphenostemonaceae. Les genres Quintinia et Sphenostemon pour être précis.

## Liste des genres
Selon NCBI (12 Jul 2010) et Angiosperm Phylogeny Website (12 Jul 2010) (Les plus conformes à APGIII) :
- Paracryphia Baker f.
- Quintinia (en) A de Candolle (ancienne Quintiniaceae)
- Sphenostemon (en) Baillon    (ancienne Sphenostemonaceae)

Selon DELTA Angio (12 Jul 2010) :
- genre Paracryphia

## Liste des espèces
Selon NCBI (12 Jul 2010) :
- genre Paracryphia
  - Paracryphia alticola
- genre Quintinia
  - Quintinia quatrefagesii
  - Quintinia verdonii
- genre Sphenostemon
  - Sphenostemon lobosporus